# マルサの女 (ゲーム)
『マルサの女』（マルサのおんな）は、1989年9月19日にカプコンから発売されたファミリーコンピュータ用ゲームソフト。映画『マルサの女』（1987年）を原作としたアドベンチャーゲームである。同映画の監督を務めた伊丹十三が監修を行い、映画監督の黒沢清も制作に関わっている。

## 概要
映画『マルサの女』のシナリオを基に、あまり詳しく描かれていない伏線を重視した作りになっている。映画版と同じ登場人物も多く出てくるが、細かい部分で設定が異なる。

## ゲーム内容

### システム
電車を利用しての移動を行う「全体マップ」、斜め上から見下ろすような形のトップビュー視点による「町マップ」、建物内部でのコマンド選択式による調査を行う「内装モード」の3つの要素から成り立っている。

### 場所
港町
- 港町税務署
- 権藤商事

赤山
- 港ホール
- 東亜信金
- ヤマト建設
- サン不動産

青芝
- 四菱オート
- 港リース

黒金台
- カット雅

神宮浦
- 権藤家

八本木
- ファッションマッサージパフパフ
- 喫茶店イーグル
- 青川家
- 寿司屋大亀ずし
- レンタルビデオトレーシー

締縄町
- 大石企画
- 関東にながわ組

古橋
- ビックサプライ

飯倉町
- 東京国税局 - 板倉の新たな配属先。現実世界における東京国税局については「東京国税局」の項目を参照。
- ホテルキッス
- 平和銀行

### 映画版との設定の違い
- 映画版では権藤の別れた妻は登場しない（劇中でのセリフでは死別したことになっている）が、ゲームでは登場している。
- 映画版では権藤が単なる悪役ではなく、人間味に溢れる内面もクローズアップされているが、ゲーム版では完全な悪玉として描かれ、障害者であるという設定も登場しない。
- 権藤の息子の名前が、映画版では「太郎」であるが、ゲーム版では「秀一」となっている。なおゲーム版では、権藤の息子は直接には登場しない。
- 権藤の脱税の密告を行った人物が、映画版とゲーム版で異なる。映画版では権藤の元愛人である剣持和江が密告を行うが、ゲーム版ではパチンコ屋社長の工藤義昭が密告をしている。
- 映画版では、税務署時代の板倉の部下として秋山と山田が登場するが、ゲーム版では吉野に変更になっている。吉野のデザインや性格は、『マルサの女2』に登場する三島（マルサでの板倉の部下）に似ている。

## ゲーム音楽
- マルサの女（1989年9月21日、ポニーキャニオン、品番 PCCB-00005）

サブレーベルである「SCITRON」の G.S.M. 1500 SERIES CAPCOM・サウンドチーム「アルフ ライラ ワ ライラ（チーム名は正確にはアラビア語表記）」名義にてリリース。

## ストーリー
港町税務署のやり手の調査員、板倉亮子は、いつものように上司である露口の指示を受け、パチンコ屋・港ホールの税務調査に出掛ける。隠し預金の調査で発覚する港ホール社長工藤の脱税。そして、発覚したのはそれだけではなかった。脱税マニュアルなるものが出回っていることが分かったのだ。数珠繋ぎに明るみに出てくる脱税マニュアルの流通ルート、そして、背後に潜む暴力団や巨大脱税組織の陰。部下の吉野と共に、おとり捜査を試みるが、強制調査権限のない税務署の限界もあり、巧妙に仕組まれた脱税を暴くことができない。
そんなある日、亮子は強制調査権限を持つ国税局査察官（通称「マルサ」）に抜擢され、異動となる。最初に任された仕事は、ゲーム喫茶の社長宅のガサ入れ。そのゲーム喫茶の実質的なオーナーは権藤英樹、税務署時代にも調査を試みたものの暴力団蜷川組の介入により証拠を掴めなかった人物であった。権藤の名前を再び聞いた板倉は、俄然やる気を出し、権藤の愛人の調査に乗り出す。証拠も集まり、ついに強制調査が始まる。板倉は上司の花村とコンビを組み、権藤の裏銀行である平和銀行へと突入する。

## キャラクター
板倉亮子
プレイヤーキャラクター。港町税務署の調査員。後に東京国税局査察部に異動。離婚歴有り、一児の母親。頭の良さと度胸の良さによる絶大な行動力でキャリアウーマンぶりを遺憾なく発揮し、社会悪―脱税―を摘発していく。
露口
港町税務署の統括官。板倉の上司。板倉の仕事の報告に対し、判断を下す。時にはアドバイスもしてくれる。仕事に情熱的ではあるが、温厚で柔和な性格の持ち主。
吉野
港町税務署の若手調査員。板倉の部下として板倉の手助をする。まじめで意欲的に仕事をするが、おっちょこちょいで時々調子に乗りすぎる時がある。だが板倉の強力なサポーター。
工藤義昭
赤山にあるパチンコ屋、港ホールの社長。大胆に脱税をやっているにもかかわらず小心者であり、また大変な恐妻家でもある。彼から事件の発端である「脱税マニュアル」を入手する。映画版においても伊東四朗演ずる「パチンコ屋社長」が登場するが、ゲーム版の設定上、同一人物であるかどうかは不明。
橋爪
東亜信用金庫の取引課長。物腰は柔らかいが、裏表のある性格。ねちっこいしゃべり方が鼻につく。
山下
ヤマト建設の社長。「脱税マニュアル」の読者の一人。当然脱税者であり、脱税手口を披露してくれる。一見ヤクザ風で、格好も含めて全てガラが悪い。
横山
四菱オートの社長。ヤマト建設の山下とは旧知の仲であり、脱税の手助けをしている。
西川
港リースの社長。脱税はやっていないが、山下の脱税を暴くのに必要な人物。
丸尾
サン不動産の社長。成り上がりそのままの性格が趣味に出ており、とにかく高価な貴金属を好む。態度はかなりとぼけている。
権藤英樹
カット雅の社長の元夫。不動産事業と多数のラブホテルの経営を行っている。元妻への慰謝料の額が3億円という余りにも莫大な額であるため、脱税の疑いがもたれる。
根本
謎の多い人物。「脱税マニュアル」を多くの経営者に販売している疑いがもたれる。
エルザ
ファッションマッサージ「パフパフ」で指名ナンバーワンの女性。
青川次郎
推理小説作家。
大石健一
大石企画の社長。
蜷川喜八郎
暴力団関東蜷川組の組長。
課長
東京国税局査察部管理課長。
花村
マルサにおける板倉の直属の上司。統括官。
くみ（鳥飼久美）
権藤の愛人。印鑑を隠し、権藤の脱税の手助けをする。
漆原
代議士。ゲーム中では最後の課長のセリフに名前のみが登場する。蜷川の調査の後の子分との会話や、権藤摘発後の他の脱税者との会話から、本当の黒幕は権藤ではなく漆原であることがプレイヤーに明かされる。ゲームでは、国税局に直接電話をかけ圧力を加えようとするが、課長はマスコミも嗅ぎ付けていることを理由に、真面目に取り合おうとはしなかった。

## スタッフ
- プロデューサー：伊丹十三
- キャラクター：TAKE、YAN、VAMPAIRE M、SUZY
- プログラマー：BLACK.A、TON、ZAC
- ミュージック：TAMA（河本圭代）
- サウンド：PERO
- シナリオ：PROBIT
- プランナー：MIC、KEN
- ディレクター：ARTHUR.T（藤原得郎）
- スペシャル・サンクス：黒沢清

## 評価
ゲーム誌『ファミコン通信』のクロスレビューでは6・7・7・7の合計27点（満40点）、『ファミリーコンピュータMagazine』の読者投票による「ゲーム通信簿」での評価は以下の通りとなっており、19.38点（満30点）となっている。また、同雑誌1991年5月10日号特別付録の「ファミコンロムカセット オールカタログ」では「特徴は画面モードの多さだろう」、「『足』を使った地道な捜査が必要だが、リアル感をだしており、『マルサ』ファン以外にもオススメ」であると紹介されている。
| 項目 | キャラクタ | 音楽 | 操作性 | 熱中度 | お買得度 | オリジナリティ | 総合  |
| 得点 | 3.40       | 3.20 | 3.10   | 3.28   | 3.08     | 3.32           | 19.38 |